# Rhectomia pumilla
Rhectomia pumilla är en biart som beskrevs av Jesus Santiago Moure 1947. Rhectomia pumilla ingår i släktet Rhectomia och familjen vägbin. Inga underarter finns listade i Catalogue of Life.